# خرشنة فورسترية
خرشنة فورسترية (الاسم العلمي: Sterna forsteri) (بالإنجليزية: Forster's Tern)‏ هو نوع من الطيور يتبع جنس الخرشنة من الفصيلة النورسية.